# Kaliandra

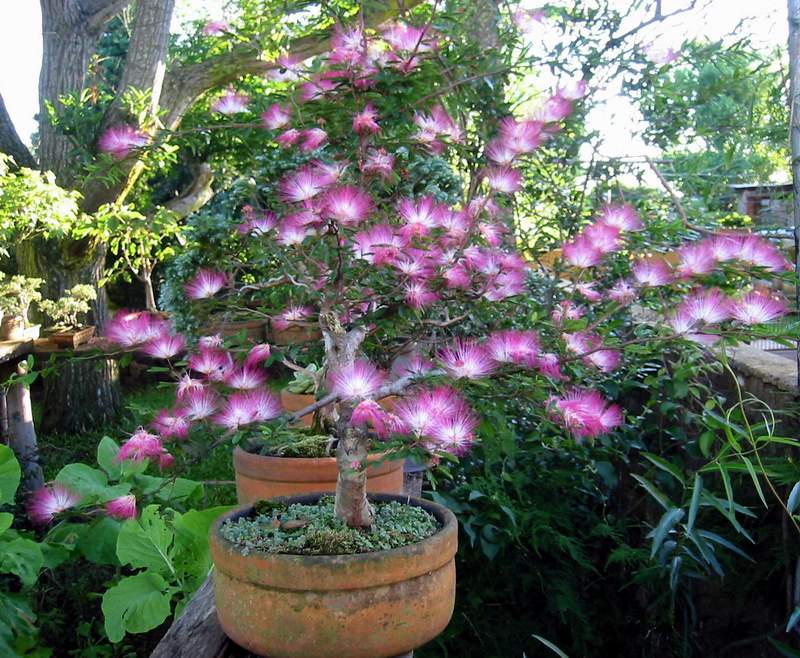
Kvetoucí Calliandra eriophylla pěstovaná jako bonsaj

Kaliandra (Calliandra) je rod rostlin z čeledi bobovité. Jsou to tropické a subtropické keře a stromy s nápadnými květenstvími s množstvím vyčnívajících a často pestře zbarvených tyčinek. Listy jsou střídavé a zpravidla dvakrát zpeřené. Plodem je elasticky pukající lusk. Rod zahrnuje asi 142 druhů a je rozšířen v tropických a subtropických oblastech Ameriky. Některé druhy jsou v tropech a subtropech pěstovány jako krásně kvetoucí okrasné dřeviny a mají význam i v domorodé medicíně.

## Popis
Kaliandry jsou nejčastěji nevysoké a bohatě větvené keře, řidčeji nevelké stromy nebo polokeře, obvykle bez trnů. Některé druhy mají dřevnaté a vytrvalé pouze podzemní části a mohou tak být považovány za byliny. Listy jsou dvakrát zpeřené nebo výjimečně jen 1x zpeřené, složené z množství drobných lístků nebo jen z několika párů větších lístků. Některé druhy mají listy složené pouze z 1 páru postranních vřeten. Palisty mohou být vytrvalé nebo řidčeji opadavé, výjimečně jehlicovité. Na řapících nejsou vyvinuta nektária. Květy jsou červené, růžové nebo bílé, 5-četné nebo řidčeji 3 až 6-četné, nejčastěji přisedlé, řidčeji dlouze stopkaté, nahloučené v hlávkách, hustých hroznech nebo okolících. Kalich je zvonkovitý, zakončený zuby. Korunní lístky jsou drobné a asi do poloviny srostlé, některé květy v květenství mohou mít prodlouženou korunní trubku. Tyčinek je mnoho, asi 10 až 100, jsou nápadné, jasně červené, bílé nebo žlutozelené, dlouze vyčnívají z květů a na bázi jsou srostlé v trubičku. Semeník je přisedlý až krátce stopkatý a obsahuje nejčastěji 8 vajíček. Čnělka je tenká a dlouhá, často delší než tyčinky. Plody jsou přímé nebo mírně prohnuté, kožovité až dřevnaté, pukavé s chlopněmi pružně se stáčejícími směrem od konce plodu, uvnitř bez přehrádek. Obsahují až 8 zploštělých, vejcovitých až okrouhlých semen.

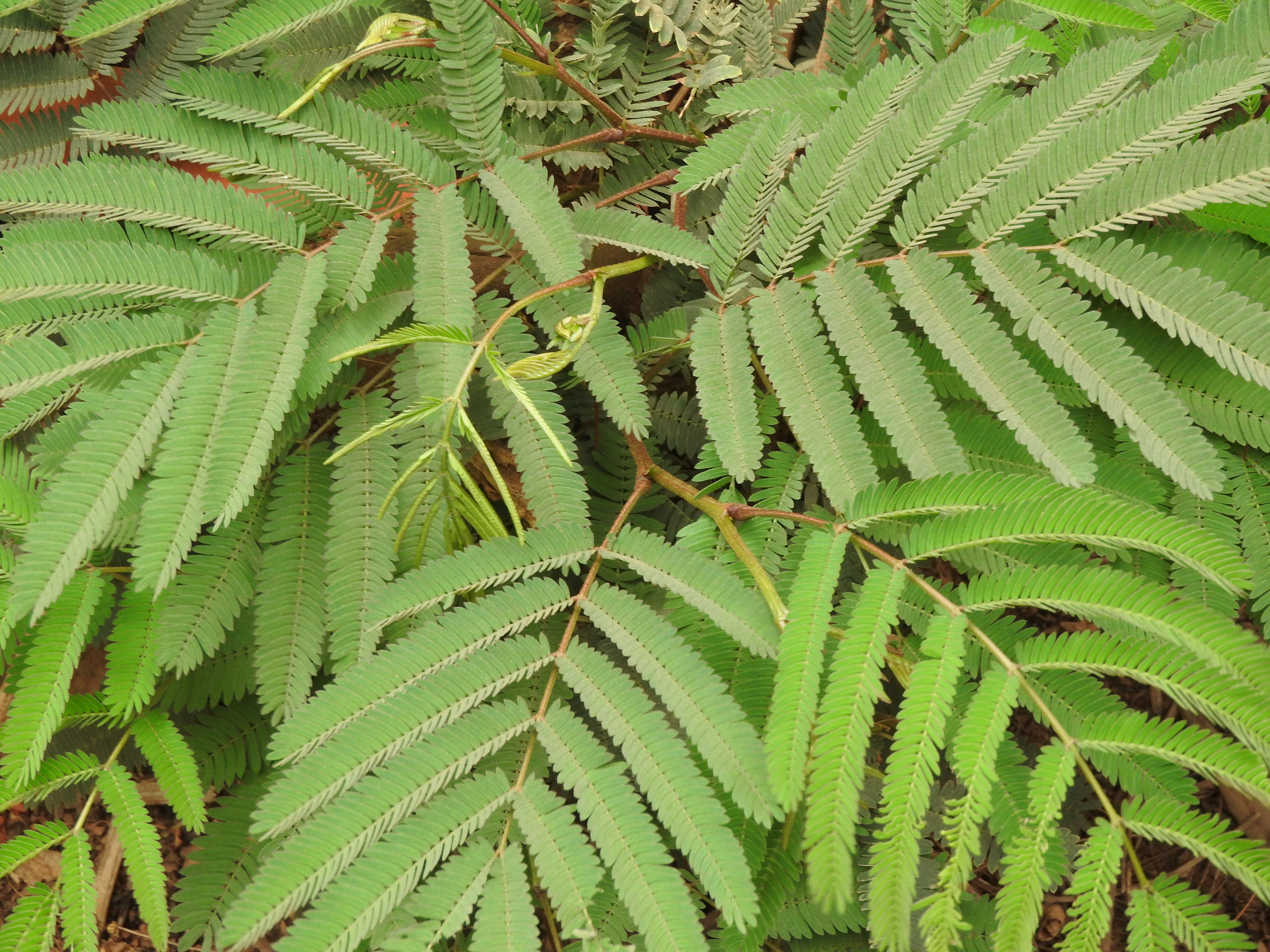
Bohatě členěné listy Calliandra inermis
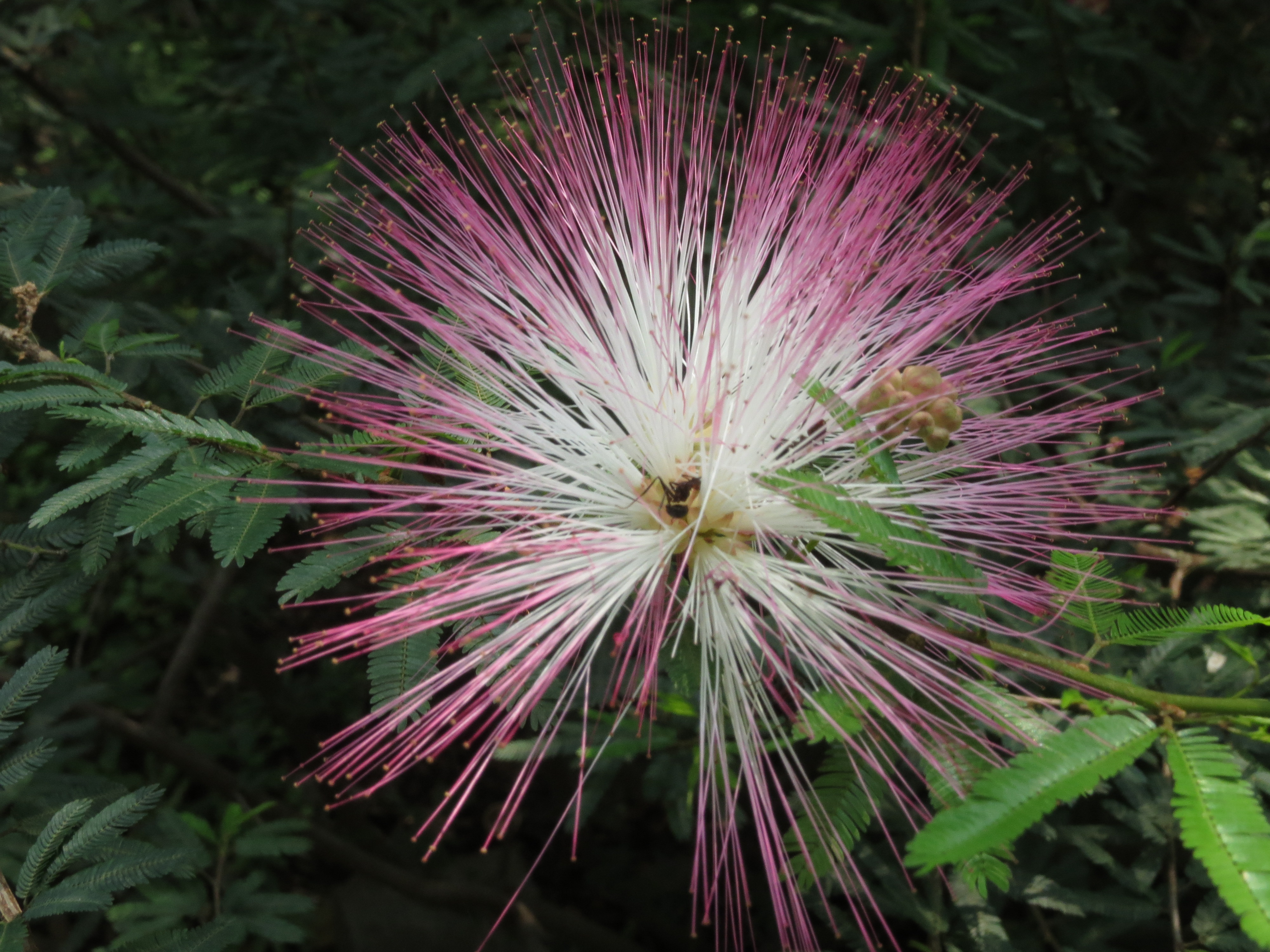
Květenství Calliandra brevipes
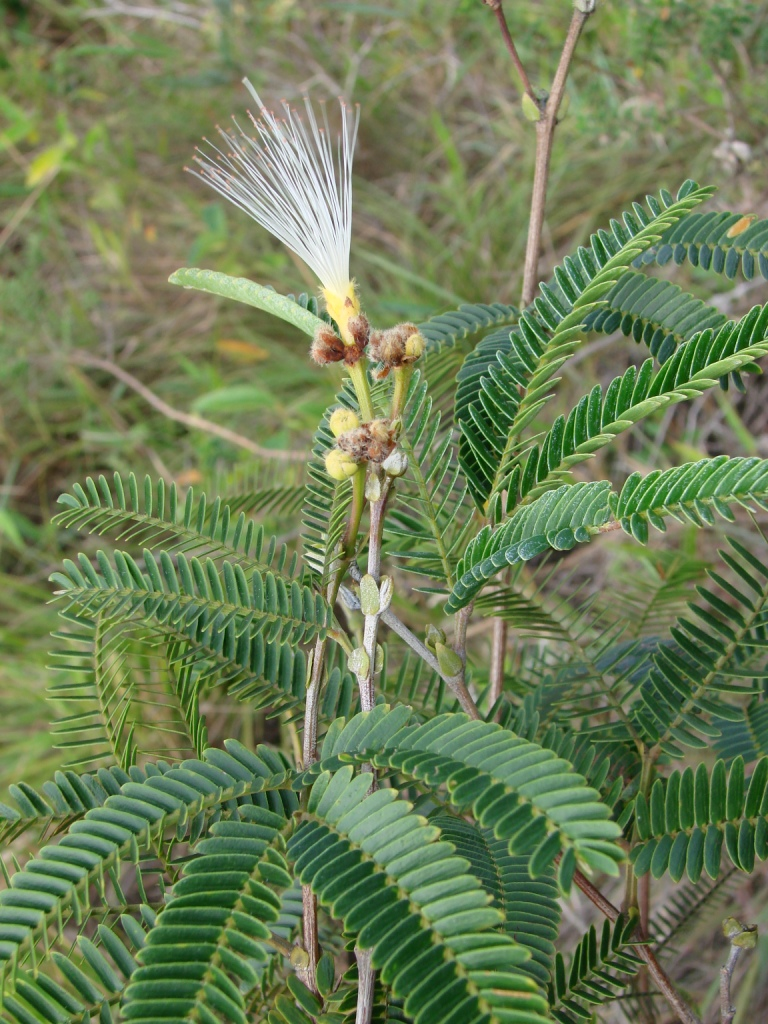
Calliandra viscidula z Brazílie
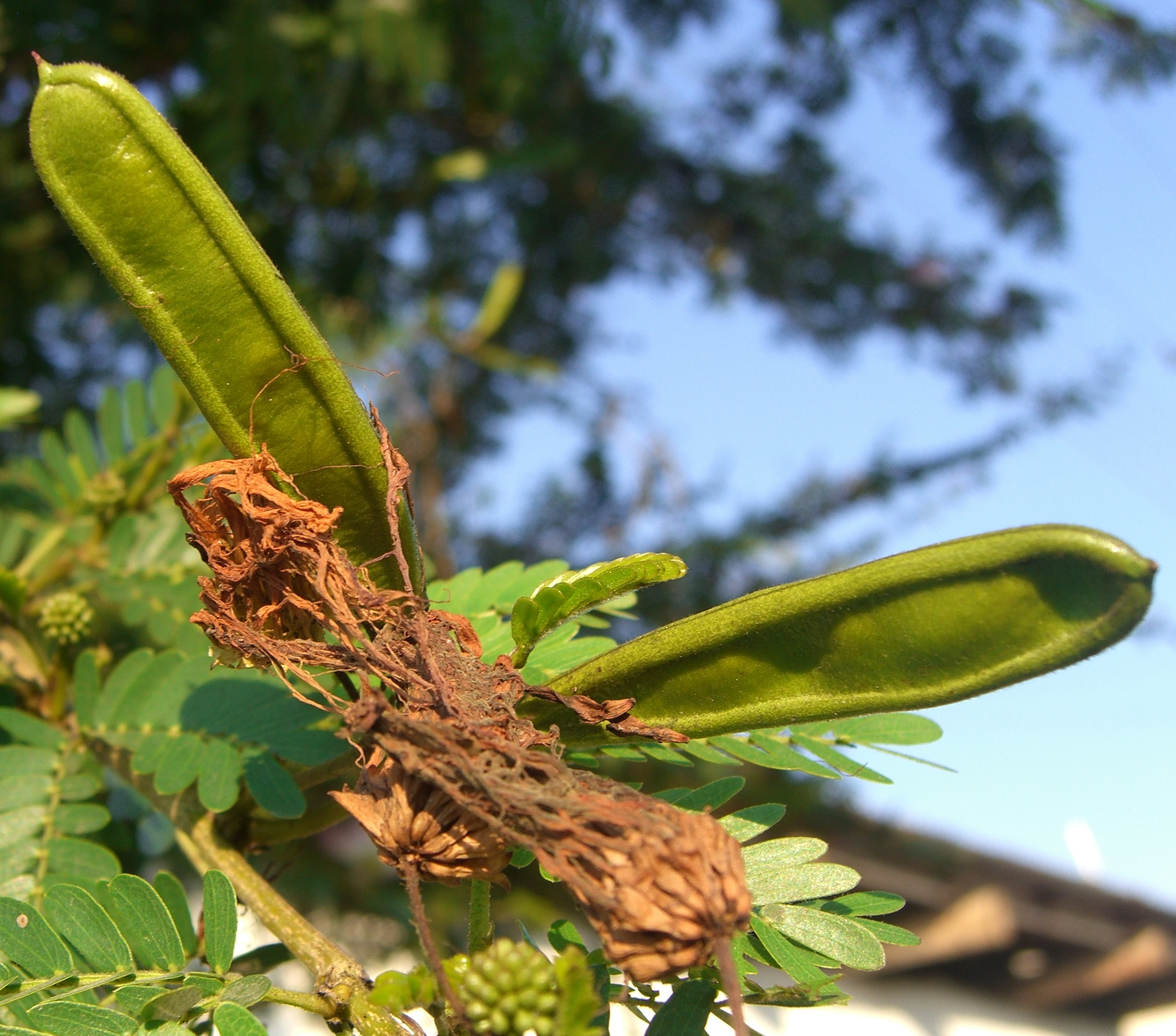
Nedozrálé plody C. surinamensis

## Rozšíření
Rod kaliandra zahrnuje asi 142 druhů. Je rozšířen v Americe od jihozápadu USA až po Argentinu a severní Chile.
Kaliandry rostou v tropech a subtropech, v Argentině zasahují i do teplých oblastí mírného pásu. Z jižních oblastí USA je uváděno celkem 5 druhů. Největší počet z nich roste v Texasu, některé zasahují i západněji: druh C. humilis do Arizony, C. eriophylla až do Kalifornie.
Africké druhy byly v roce 2013 přeřazeny do samostatného rodu Afrocalliandra.
Dva druhy kaliandry (C. umbrosa a C. cynometroides) jsou uváděny z tropické Asie (Indie, Myanmar, jižní Čína), tyto druhy se však od rodu kaliandra morfologicky odlišují a pravděpodobně budou přeřazeny do jiného rodu.
Kaliandry nejčastěji rostou v sezónně suchých tropických lesích, savanách a skalnatých stanovištích (campos rupestres), několik druhů roste v tropických deštných lesích nebo na subtropických savanách.

## Ekologické interakce
Květy řady zejména červenokvětých druhů jsou opylovány ptáky, zejména kolibříky. Květy Calliandra laxa navštěvují také netopýři.
U druhu C. calothyrsus pěstovaného v Austrálii byli na květech pozorováni netopýři, medosavky a v malé míře i různý hmyz.

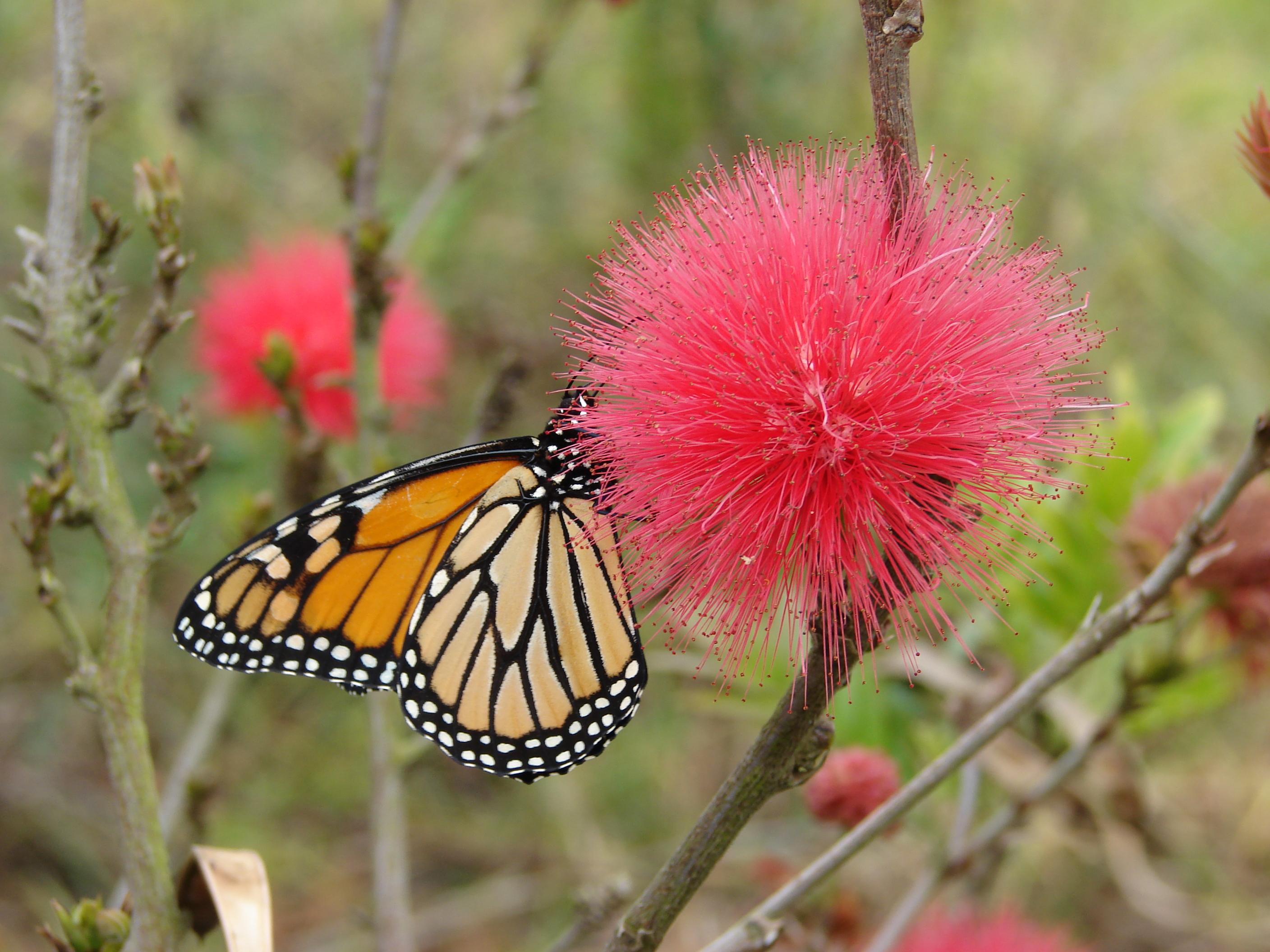
Motýl monarch na květech kaliandry červenohlavé
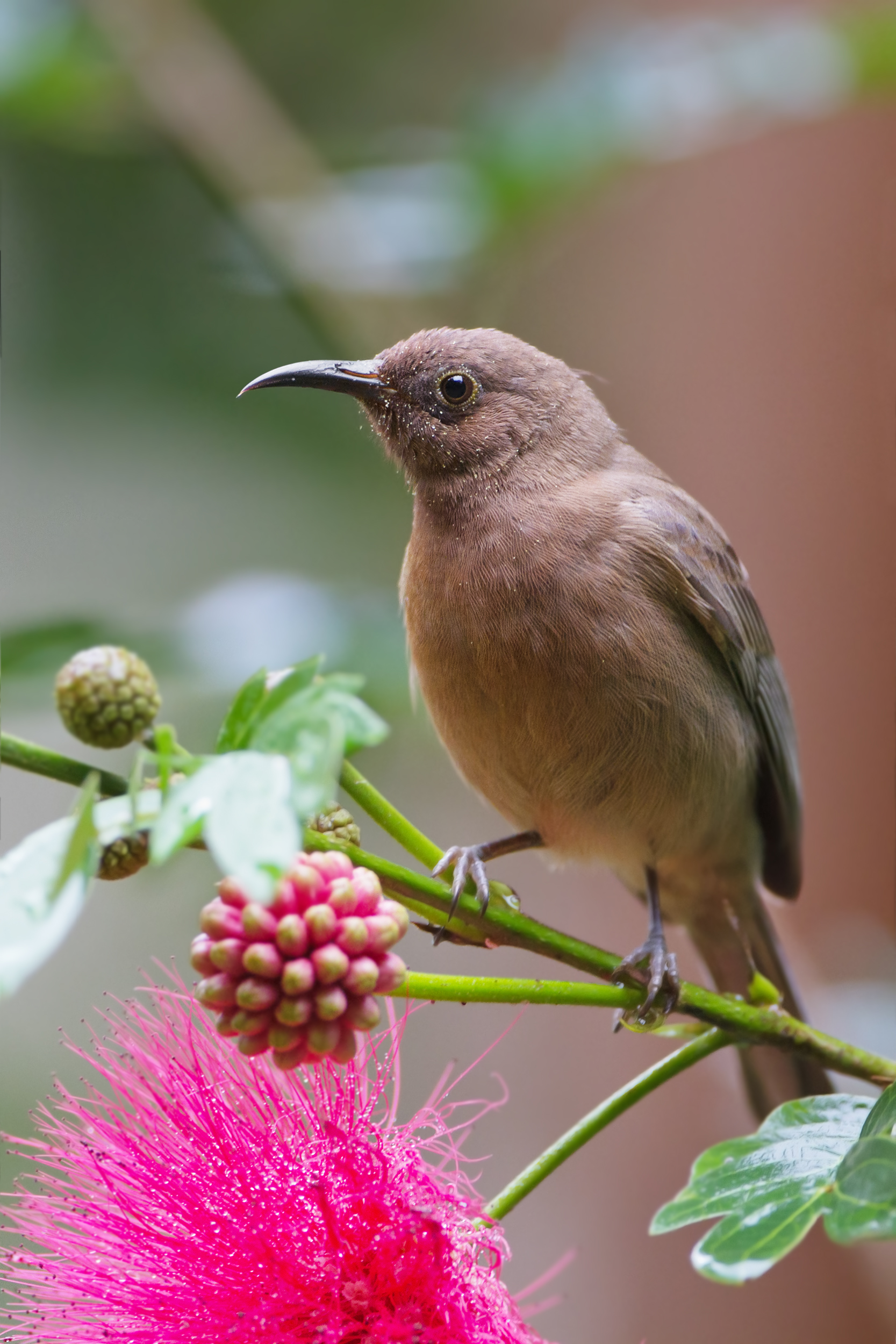
Medosavka temná na kaliandře

## Ohrožené druhy
V andských údolích v centrálním Ekvádoru byl v 19. století nalezen nový druh kaliandry popsaný jako Calliandra glyphoxylon. Později byl nalezen ještě v roce 1945. O současném výskytu není nic známo. Druh je v Červeném seznamu ohrožených druhů IUCN veden jako ohrožený.

## Taxonomie
V taxonomii čeledi bobovité je rod Calliandra řazen do podčeledi Caesalpinioideae a do tribu Ingeae. Dříve byl součástí podčeledi Mimosoideae (resp. samostatné čeledi Mimosaceae), která byla v roce 2017 vřazena do podčeledi Caesalpinioideae.
Jednotlivé druhy jsou si často dosti podobné, důležitým znakem k jejich identifikaci je počet a velikost lístků skládajících složené listy.
V roce 2013 byla vydána fylogenetická studie rodu Calliandra, v níž došlo k některým změnám v pojetí rodu. Dva druhy z tropické Afriky byly přeřazeny do samostatného rodu Afrocalliandra, který představuje sesterskou větev. Odlišuje se zejména přítomností trnů, vzniklých přeměnou zkrácených větévek či palistů, a znaky na pylu. Klad zahrnující oba tyto rody je sesterskou větví zbývajících zástupců tribu Ingeae.
Rovněž bylo zpochybněno zařazení obou asijských druhů do rodu Calliandra, tyto druhy však dosud nebyly součástí molekulárních analýz a jejich taxonomické zařazení proto nebylo vyřešeno. Rod Calliandra byl v dané studii rozčleněn do 6 sekcí: sekce Calliandra (10 druhů v Mexiku, Střední Americe a Karibiku), sekce Septentrionales (6 druhů v USA a Mexiku), sekce Androcallis (76 druhů od USA po Uruguay), sekce Microcallis (6 druhů roztroušeně od USA po Bolívii), sekce Monticola (37 druhů v Brazílii ve státech Bahia a Minas Gerais) a sekce Tsugoideae (4 druhy v severních oblastech Jižní Ameriky).

## Zástupci
- kaliandra červenohlavá (Calliandra haematocephala)
- kaliandra surinamská (Calliandra surinamensis)[12]

## Význam

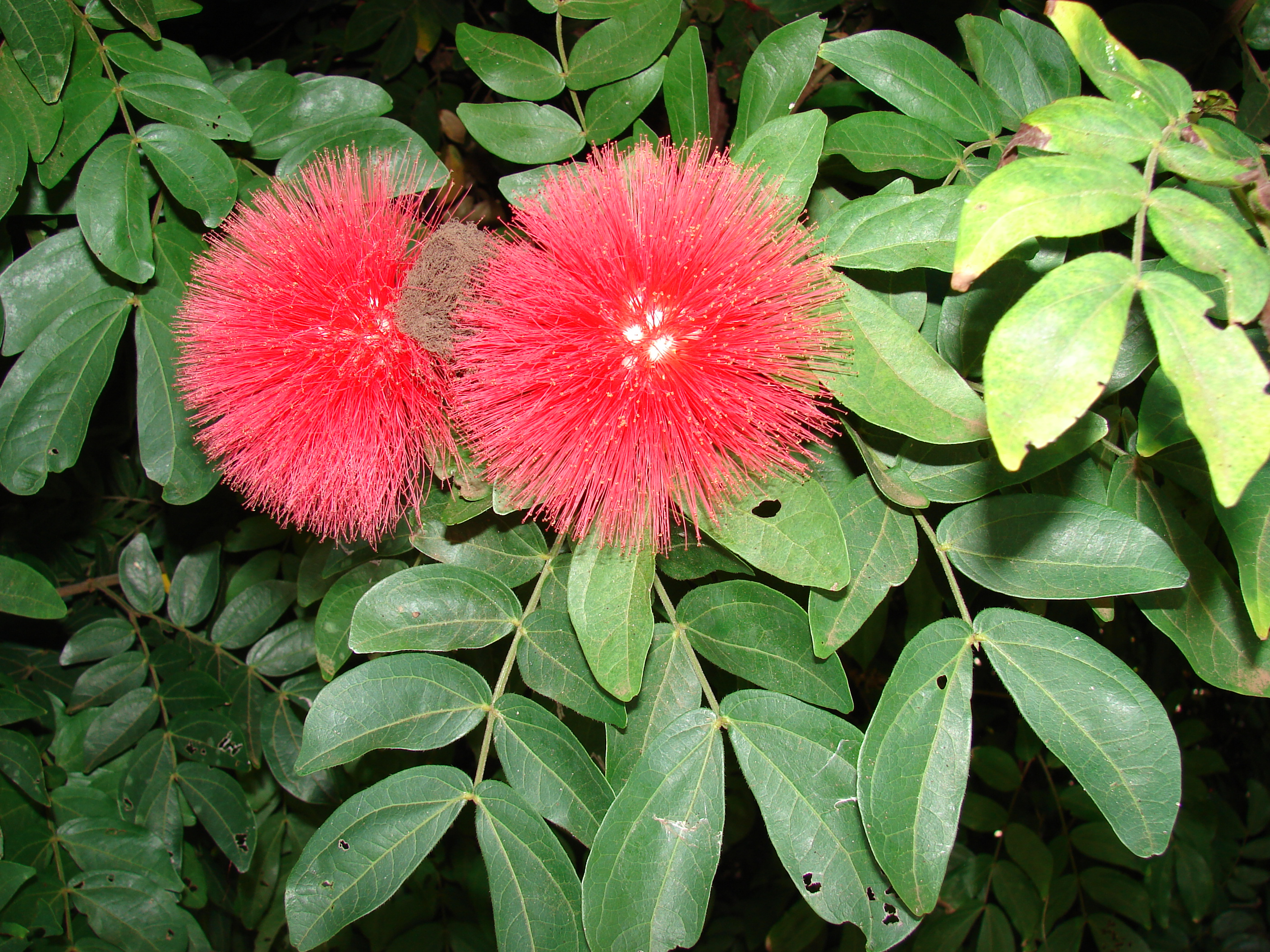
Kvetoucí kaliandra červenohlavá

Různé druhy kaliandry jsou v tropech a subtropech pěstovány jako okrasné dřeviny, ceněné zejména pro nápadná květenství s dlouhými jasně zbarvenými tyčinkami. Nejčastěji pěstovaným druhem je kaliandra červenohlavá. Byly vyšlechtěny i různé okrasné kultivary, např. 'Alba' s čistě bílými květenstvími nebo 'Nana', kultivar drobného vzrůstu pěstovaný jako bonsaj. Jako bonsaje se občas pěstují i jiné druhy, např. C. eriophylla. Z dalších druhů se pěstuje zejména kaliandra surinamská, C. houstoniana, C. tergamina a C. tweediei.
S některými druhy se lze setkat ve sklenících botanických zahrad, např. Calliandra emarginata v tropickém skleníku Pražské botanické zahrady v Tróji.
Extrakt z kořene Calliandra grandiflora je v Mexiku používán jako léčivo při očních onemocněních a průjmech. Kůra C. houstonii byla prodávána v Evropě jako náhražka chininu. Kořeny C. anomala jsou v Mexiku a Střední Americe používány ke zpomalení kvašení pulque, tradičního alkoholického nápoje z agáve.
Dřevo kaliandry je tvrdé, pevné a těžké a přitom dobře opracovatelné, nelze je však vyleštit do vysokého lesku. Je používáno na výrobu drobnějších předmětů a jako palivo.